# Bitwa o Lublin
Bitwa o Lublin – starcie zbrojne mające miejsce w dniach 22–24 lipca 1944 między oddziałami Armii Czerwonej wspieranymi przez oddziały partyzanckie Armii Krajowej a wojskami niemieckimi, skutkujące zdobyciem Lublina i zakończeniem władzy III Rzeszy na Lubelszczyźnie.

## Przebieg działań bojowych
Ofensywa Armii Czerwonej, która ruszyła 18 lipca 1944, spowodowała, że wojska  radzieckie tj. 2 Armia Pancerna dowodzona przez gen. Siemiona Bogdanowa i 7 Gwardyjski Korpus Kawalerii, dowodzony przez gen. Michaiła Konstantinowa dotarły po kilku dniach na przedpola Lublina. 
Do dowództwa 2 Armii Pancernej przybył 22 lipca wysłannik od głównodowodzącego Armią Czerwoną Józefa Stalina z poleceniem, że miasto ma być zdobyte do 26 lipca 1944. Związane to było z działalnością Krajowej Rady Narodowej i powołanej przez nią 22 lipca 1944 Polskim Komitetem Wyzwolenia Narodowego, któremu na siedzibę wyznaczono właśnie Lublin.
Niemcy spodziewając się ofensywy i dotarcia przez wojska radzieckie do miasta przygotował Lublin do solidnej obrony, w tym do obrony okrężnej. Dowodzący obroną miasta gen. por. Hjalmar Moser otrzymał do dyspozycji oddziały 26 Dywizji Piechoty, 213 Dywizji Piechoty, 25 Pułk Policji SS, 20 i 991 batalion ochrony oraz dwa bataliony do zadań specjalnych i 309 samodzielną kompanię łączności. Zgromadzone siły liczyły więc ponad 4 tys. żołnierzy. Wśród dostępnego uzbrojenia garnizon niemiecki w Lublinie posiadał m.in. 14 czołgów, 240 dział i moździerzy oraz 24 działa szturmowe. 
Zbliżanie się do miasta czołówek Armii Czerwonej spowodowało wprowadzenie przez Armię Krajową Akcji Burza, w czasie której podjęto próbę wyzwolenia miasta spod okupacji niemieckiej własnymi siłami. Do walk doszło już 22 lipca 1944, akowcy zaatakowali niemieckie systemy łączności, urzędy itp. Pierwszy udany atak na wycofującą się kolumnę taborów niemieckich przeprowadził pluton AK dowodzony przez ppor. Franciszka Filipowicza. Obrzucenie granatami Deutsche Haus (w okresie PRL Hotel Lublinianka) przez drużynę AK, poprzedziło walki na ulicach, oraz atak na węzeł kolejowy, w czasie którego unieruchomiono m.in. 10 lokomotyw.  Następnie nawiązano kontakt z Armią Czerwoną i kontynuowano wspólną walkę przeciw Niemcom. W wyniku zastosowania manewru oskrzydlającego wojska niemieckie zostały w mieście odcięte od zachodu, północy i wschodu. Pierwsza walki o miasto rozpoczęła 51 Brygada Pancerna z 3 Korpusu Pancernego atakują pozycje niemieckie na zachodnim przedmieściu. Wsparcie ogniowe zapewniał oddziałom niemieckim kursujący w mieście pociąg pancerny.
Wobec silnego oporu dowództwo Armii Czerwonej zmuszone zostało do wprowadzenia nowych sił w bitwie o Lublin, którymi były 3 i 8 Korpus Pancerny. Kolejne walki zmusiły garnizon niemiecki 24 lipca 1944 do poddania się. Do niewoli zostało wziętych ponad 2200 żołnierzy razem z gen. Moserem, dowódcą obrony Lublina. Za odwagę i męstwo w czasie walk w Lublinie st. lejt. A. Połanski i st. sierż. N. Artamonow otrzymali tytuły Bohatera Związku Radzieckiego a jednostkom wojskowym które wyróżniły się w walce przyznano zaszczytny tytuł Lubelskich.
Zdobycie Lublina zakończyła 26 lipca 1946 uroczysta defilada oddziałów ludowego Wojska Polskiego, a defilujący w niej żołnierze zostali wcześniej mile przywitani przez mieszkańców miasta. 

## Upamiętnienie
Po zakończeniu wojny wzniesiono pomnik wdzięczności bohaterom Armii Radzieckiej którzy walczyli i polegli w walkach o Lublin. W kościele Matki Bożej Zwycięskiej w Lublinie umieszczono tablicę pamiątkową poświęconą partyzantom Armii Krajowej z Akcji Burza, którzy brali udział w wyzwalaniu Lubelszczyzny. Z okazji dziesiątej rocznicy powstania Polski Ludowej Lublin został odznaczony Orderem Krzyża Grunwaldu I klasy. 